# Danmarksmesterskab (brassband)
 For alternative betydninger, se Danmarksmesterskab (flertydig). (Se også artikler, som begynder med Danmarksmesterskab)
DM i brassband er et årligt mesterskab for brassbands, som arrangeres af Dansk Amatør Orkesterforbund. Mesterskabet forløber over 2 dage og afsluttes med præmieoverrækkelse og fest.
Ved DM deltager orkestre i 4 divisioner:Elite, 1., 2. og 3. division. Deltagerorkestrene spiller alle et pligtnummer (forskelligt for divisionerne) samt et selvvalgt stykke. Konkurrencen dømmes af 3 dommere, som giver point for både pligtnummer og selvvalgt nummer. Det orkester, der gennemsnitligt får flest point, vinder divisionen.
For Elite Division trækkes der lod om spillerækkefølgen. Vinderen af Elite Division kvalificeres til EM i brassband.

## Vindere af DM
Vindere i 1. division efter år.
| Årgang | Orkester                  |
| ------ | ------------------------- |
| 2012   | Lyngby-Taarbæk Brass Band |
| 2011   | Lyngby-Taarbæk Brass Band |
| 2010   | Concord Brass Band        |
| 2009   | Concord Brass Band        |
| 2008   | Lyngby-Taarbæk Brass Band |
| 2007   | Lyngby-Taarbæk Brass Band |
| 2006   | Lyngby-Taarbæk Brass Band |